# Andreas Babler
Andreas Babler (né le 25 février 1973) est un homme politique autrichien, maire de la ville de Traiskirchen depuis 2014 et président du Parti social-démocrate d'Autriche depuis 2023. Il est également membre du Conseil fédéral d'Autriche et a été nommé président de la commission de réforme du Parti social-démocrate de Basse-Autriche. Depuis le 3 mars 2025 il est le vice-chancelier de la République d'Autriche.

## Origines
Babler grandit dans une famille ouvrière à Möllersdorf, dans la commune de Traiskirchen. Il étudie au collège technique de Mödling et travaille ensuite comme monteur, comme ouvrier d'entrepôt et dans une usine d'embouteillage d'eau minérale.
Après avoir commencé sa carrière politique, il étudie la communication politique à l'Université de formation continue de Krems.

## Carrière politique
En 1989, il rejoint les Jeunesses socialistes d'Autriche puis en devient secrétaire.[réf. nécessaire]

### Maire de Traiskirchen
En 1995, il devient membre du conseil municipal de Traiskirchen. Il est élu maire de la ville en 2014, obtenant 73,1 % des suffrages.
Il fait l'objet d'une attention médiatique nationale régulière en raison du camp de réfugié de Traiskirchen, le plus grand d'Autriche et l'un des plus grands d'Europe,.
S'affirmant de gauche et anticapitaliste, Andreas Babler met en place des repas bios dans les cantines scolaires, des distributions de légumes bios cultivés par des réfugiés aux bénéficiaires de minima sociaux et des « vacances contre la solitude » financées par la municipalité à l'attention des personnes âgées en situation de pauvreté.
Il est réélu avec 71,5 % des voix aux élections municipales de 2020.
Lors des élections régionales de Basse-Autriche de 2023, Babler obtient 20 000 votes préférentiels . À la suite de ce succès, il est nommé président d'une commission de réforme du Parti social-démocrate de Basse-Autriche .

### Conseiller fédéral
Après son succès aux élections régionales, Babler est nommé en mars 2023 membre de la chambre haute du Parlement autrichien, le Conseil fédéral (Bundesrat), en tant que représentant de la Basse-Autriche,.

### Élection à la tête du SPÖ
Le 23 mars 2023, Babler annonce sa candidature à l'Election à la présidence du Parti social-démocrate d'Autriche de 2023 (en). Sa candidature, alors qu'il n'appartient pas à la direction du SPÖ, constitue une surprise. Il est opposé lors de ce scrutin à la présidente de la formation politique, la libérale Pamela Rendi-Wagner, et à l'ancien ministre de la Défense Hans Peter Doskozil, connu pour ses positons en faveur d’une politique migratoire stricte. Il représente un courant sensiblement plus à gauche que ses deux concurrents et il se montre critique à l'égard de l'Union européenne et de l'OTAN ce qui lui vaut de faire l'objet de féroces critiques.
Les résultats du scrutin consultatif auprès des adhérents du parti annoncent le 22 mai 2023 que Babler est en deuxième position avec 31,5 % des voix. Babler et d'autres membres du parti demandent qu'un second tour auprès des adhérents du parti ait lieu entre lui et Hans Peter Doskozil, qui est arrivé premier avec 33,7 %, mais la direction du SPÖ en décide autrement par un vote de 25-22. Au lieu de cela, l'élection à la présidence du parti afin de départager les candidats Doskozil et Babler a lieu parmi 603 délégués lors du congrès du parti le 3 juin 2023. Selon le premier décompte, Babler perd avec 279 voix (46,81 %) contre Hans Peter Doskozil qui en reçoit 316 (53,02 %). Cependant, un recomptage du 5 juin 2023 montre que Babler a en réalité remporté l'élection et celui-ci est donc finalement déclaré nouveau président du Parti social-démocrate d'Autriche.